# Constitución de la Provincia de Córdoba
La Constitución de la provincia de Córdoba es la norma fundamental de dicha provincia argentina, la cual se basa en la constitución nacional y establece el ejercicio de sus instituciones, asegurando la administración de justicia, el régimen municipal y la educación primaria.

## Antecedentes
La disolución del Directorio, como órgano de gobierno central en el territorio de las Provincias Unidas del Río de la Plata, generó el nacimiento de las autonomías provinciales como nuevas unidades jurídico - territoriales derivadas de las intendencias de Buenos Aires, Córdoba del Tucumán y Salta. 
En efecto, tras la batalla de Cepeda en 1820 y la firma del Tratado de Pilar, los antiguos territorios del Virreinato del Río de la Plata vigentes desde 1776, se dividieron y constituyeron en unidades soberanas, promulgando sus propios estatutos y creando instituciones para que las gobernaran. Los antiguos cabildos fueron abolidos y reemplazados por Juntas o Salas de Representantes, con la atribución de nombrar al gobernador y actuar como Poder Legislativo.
Así las cosas, el 18 de marzo de 1820 el Cabildo de Córdoba depuso al gobernador intendente Manuel Antonio de Castro y convirtió a la Intendencia de Córdoba en provincia; declarando la "independencia federativa de Córdoba", días después, el 24 de marzo de 1820 se designó Gobernador de la Provincia al brigadier Juan Bautista Bustos, uno de los oficiales del Ejército del Norte protagonista del motín de Arequito. 
El 30 de enero de 1821 el gobernador Juan Bautista Bustos aprobó el Reglamento Provisorio de la Provincia para el Régimen y Administración de la Provincia de Córdoba, elaborado por una comisión de notables integrada por José Gregorio Baigorrí, José Norberto de Allende y Lorenzo Villegas -ausente como consecuencia de su labor diplomática para superar el conflicto militar entre las autoridades provinciales de Buenos Aires y Santa Fe-.
La batalla de Caseros supone el nacimiento de la Nación Argentina y la reorganización de las autonomías provinciales bajo el signo de una constitución federal y respetuosa de las libertades individuales. El derrocamiento del gobernador Manuel López, que detentaba la suma de los poderes públicos tras la sanción del Código Constitucional Provisorio de 1847, abre el período de organización constitucional en la provincia de Córdoba.
En 1853 se sancionó la Constitución Nacional, estableciéndose un plazo de ocho meses a partir del 1 de diciembre de 1854 para que las provincias dictaran sus constituciones. En tal sentido, se sanciona la Constitución de 1855, siguiendo el proyecto de Juan Bautista Alberdi para la Provincia de Mendoza. 
Dejando de lado el sistema de gobierno clásico, originado en el Derecho indiano, consagra la vigencia del principio de Separación de poderes distribuyendo el poder público en una estructura tripartita de las funciones administrativa, legislativa y judicial bajo un sistema de frenos y contrapesos. Se determinó un Poder Ejecutivo unipersonal -a diferencia de Mendoza, Catamarca, San Luis y La Rioja que establecen un órgano ejecutivo colegiado- elegido por la legislatura cada tres años, sin posibilidad de reelección.
El Poder Legislativo es un órgano unicameral, ejercido por una Asamblea de veinticinco diputados, representantes a su vez de los catorce departamentos en que se dividía la provincia entonces: Capital, Río Seco, Río Segundo, Tulumba, Pocho, Punilla, San Javier, Río Cuarto, Calamuchita, Santa Rosa, Tercero Arriba, Tercero Abajo, Ischilín y Anejos.
La inestabilidad política producida por la lucha política entre liberales y federalistas marca la necesidad una nueva constitución, sancionada el 17 de septiembre de 1870. Constaba de ciento ochenta y ocho artículos y declaró la existencia de Córdoba como integrante de la Nación Argentina. Determinó la capital provincial; mantuvo el gobierno tripartito e instituyó la legislatura bicameral, el cargo de Vicegobernador de Córdoba, el procedimiento de juicio político y los pilares del régimen municipal y electoral, entre otras nuevas instituciones. Desde ese momento, la estructura jurídico-institucional de la provincia adquirió un basamento más consolidado y rasgos propios definidos.
Posteriormente, las reformas constitucionales de 1883, 1900 y 1912 comportaron modificaciones parciales de dicho texto, aunque de significativa importancia, pues alcanzaron al régimen electoral. En 1912, la Convención Constituyente fortaleció los derechos de ciudadanía política mediante la introducción de los lineamientos de la Ley Sáenz Peña.
La Constitución de 1923 creó el Superior Tribunal de Justicia y amplió el mandato del Poder Ejecutivo de tres a cuatro años, entre otras modificaciones que también comprendieron al régimen
electoral. De especial relevancia fue el reconocimiento constitucional del régimen de partidos políticos, al incorporarse entre las atribuciones de la Legislatura la de legislar sobre su organización, elección de sus autoridades y de candidatos que llevasen a los comicios.
En 1949, bajo el signo del peronismo, la Legislatura provincial –constituida en Asamblea Constituyente –incorporó los principios del constitucionalismo social. Dejada sin efecto en 1956, la
inestabilidad política crónica que vivió el país en las décadas siguientes abrió un paréntesis en materia de innovaciones políticas e institucionales democráticas. En ese periodo, las reformas tuvieron rango
básicamente legal, como por ejemplo la sanción de la nueva ley de partidos políticos a poco de concluir el gobierno militar en 1983.
Con el regreso de la democracia, la superación de ese ciclo de inestabilidad fue acompañada de dos importantes reformas constitucionales. En 1987, se produjo una reforma integral, que incluyó la reelección del Gobernador de Córdoba, modificaciones en el sistema electoral y en la composición de la Legislatura, además de robustecer los principios de autonomía municipal. 
En 2001, se reformó el Poder Legislativo, restableciendo la unicameralidad después de ciento treinta años de vigencia del sistema bicameral, y reduciendo la cantidad de legisladores de 133 a 70, además de otros cambios referidos al funcionamiento del Cuerpo.

## Reglamento Provisorio de 1821
El 27 de septiembre de 1820, la legislatura de Córdoba votó si debía la provincia darse una Constitución permanente o un reglamento provisorio, y por mayoría de sufragio se pronunció por esto último. La Asamblea, el día siguiente, encomendó su redacción a los doctores José Gregorio Baigorrí -que había integrado la Soberana Asamblea del Año XIII- y que fue su principal pluma, Norberto Allende y Lorenzo Villegas, que no pudo ejercer el cargo ya que debió ocuparse en resolver el diferendo de Córdoba con la provincia de Santa Fe. 
El proyecto fue presentado al gobernador y este lo elevó a la Legislatura el 12 de enero de 1821, que lo aprobó el día 30 de ese mes. El 20 de febrero de 1821 el gobernador, Juan Bautista Bustos, ordenó la publicación en Bando Solemne del Reglamento Provisorio aprobado.
El Reglamento constaba de ocho secciones y treinta y un capítulos con artículos cuya numeración ordinal se inicia y concluye capítulo por capítulo. Se dice que es provisional, ya que se esperaba el dictado de una Constitución para toda la Confederación. 
La Sección I tiene tres capítulos: el primero que se refiere a la Provincia y sus derechos, a la que la declara “libre e independiente”, que en ella reside la soberanía y el derecho de establecer sus leyes fundamentales, por constituciones fijas y, entretanto, por Reglamentos Provisorios, que no perjudiquen los derechos de las demás provincias y generales de la Confederación; el segundo habla de los derechos del hombre en sociedad y enumera el derecho a la vida, la honra, la libertad, la igualdad, la propiedad y la seguridad, que rigen a “todo hombre (...)sea o no ciudadano, sea americano o extranjero”; y el tercero hace lo propio con los deberes del hombre de respetar las leyes, someterse a la autoridad de los magistrados y autoridades, mantener la libertad y la igualdad de los derechos, contribuir a los gastos públicos y servir a la patria, cuando ella lo exija, haciéndole sacrificio de sus bienes y de su vida.
La Sección II se refiere a los Deberes del cuerpo social expresando que la sociedad afianza a los individuos que la componen en el goce de sus derechos naturales y, siendo instituido los gobiernos para el bien y felicidad común de los hombres, elevaba de deber de conciencia consagrado en el Sermón del monte a la jerarquía de una disposición constitucional. El Artículo 2º prescribía: “Haz siempre a los otros el bien que quisieras recibir de ellos. No hagas a otro lo que no quisieras que te hiciera”. Con base en el mismo principio de caridad cristiana, el Art. 11º establecía el deber de la sociedad de proporcionar auxilios a los indigentes y desgraciados y la instrucción a todos los ciudadanos. 
En otro capítulo trata de la religión y declara la fe católica como la del Estado y la única verdadera, no permitiéndose otro culto público ni enseñar doctrina contraria a la de Jesucristo. Aquí se confundía lo que es la sociedad o cuerpo político con lo que es el estado y se desconocía lo que significaba la tolerancia o la libertad religiosa que los constituyente de 1853 supieron aclarar.
Las Secciones III y IV hablan de la ciudadanía, sus prerrogativas, y los modos de perderla o suspenderla. Confunde el concepto de nacionalidad con el de ciudadanía. Considera “ciudadano” a “todo hombre libre, siempre que haya nacido y resida en la Provincia(...), pero no entrará al goce de este derecho, es decir, no tendrá voto activo, hasta la edad de 18 años, ni pasivo hasta haber cumplido 25 o ser emancipado(...)”. 
El Reglamento es un estatuto de cordobeses y para cordobeses. A falta de aclaración suficiente, le término "extranjeros" se refiere a quienes “no hayan nacido en la provincia”. Con respecto a los derechos políticos, solamente permite el voto activo –derecho a elegir– a los “extranjeros” con más de cuatro años de residencia que fueran propietarios o tuvieran oficio útil y supieran leer y escribir; a los diez años conseguirían el voto pasivo derecho a ser elegido –, pero solamente en los “empleos de república” -cargos municipales-, no en los de “gobierno” -ejecutivo y legislativo-. 
En cambio, “los hombres libres nacidos en la provincia”, siempre que no tuvieran próximos antepasados negros, adquirían el voto activo a los dieciocho años y el pasivo a los veinticinco. Los mulatos y cuarterones solamente el activo si fueran “hijos de ingenuos” (nacidos libres) y el pasivo para aspirar a los empleos de “república” (jamás a los de gobierno) cuando no encontraran más acá del cuarto 
grado a un esclavo en su ascendencia; es decir, que los nietos de un negro esclavo podrían votar, pero solamente el hijo de su tatara-nieto alcanzaría a ser municipal.
Con respecto a las bases para la organización y funciones del Poder Legislativo, desarrolla la elección de los representantes para el Congreso de la Provincia, donde se refiere a las asambleas primarias que elegían electores –uno cada cuatro mil almas- porque las elecciones eran indirectas; y de la Asamblea Electoral, integrada por los referidos electores que votaban por los integrantes del Congreso de la Provincia, cuyo número dependería de los censos ya que sería uno cada 12.000 almas. El artículo 11º, realizando una adaptación de la Constitución de Massachusetts de 1780 decía “(...) entre tanto no se sancione la Constitución que proveerá de un Senado, que con la Sala de Representantes debe formar el Departamento de Legislación”.
En la Sección V habla de los representantes al Congreso, los requisitos para serlo, la renovación bianual de la Sala de Representantes. La Sección VI se refiere al Poder Legislativo, integrado por representantes que duraban cuatro años en su mandato y se renovaban por mitades cada dos años, pero se elegían en forma indirecta, haciéndose asambleas primarias que designaban electores y estos a su vez elegían, luego, a los representantes; y a las atribuciones del Congreso. El cargo era gratuito, dado que “la mejor recompensa será el honor y la satisfacción de servir al público” (art. 56.º).
Establece un Supremo Poder Ejecutivo, que reside originariamente en el pueblo, y es ejercido por un Gobernador de la República, elegido por el Congreso de la Provincia, con un mandato de cuatro años y la posibilidad de una única reelección. Cabe aclarar, que el nombre República, con que se designa en el texto al título del Gobernador, no supone la independencia nacional de Córdoba. Se daba como sinónimo de Estado o cosa pública. 
En caso de ausencia del gobernador, el Congreso designaría uno interino. En los capítulos XV establece sus atribuciones y dispone que: “El Poder Ejecutivo de la Provincia, será en ella el agente natural e inmediato del Poder Ejecutivo Federal para todo aquello que siendo de su resorte o del Congreso General de los Estados, no estuviere cometido a empleados particulares” (art. 1º).
En el siguiente capítulo se refiere a los límites del Poder Ejecutivo. Por último trata, la Sección VI, del Poder Judicial, que reside originariamente en el pueblo, y lo ejerce, hasta que se dicte la Constitución, el Tribunal de Segunda Suplicación, Nulidad e Injusticia Notoria; en el Tribunal de Apelaciones y en los demás juzgados ordinarios; para el caso que no haya tribunal señalado, que proveerá el Congreso.
La Sección VII desarrolla el esquema de distribución de la Justicia, manteniendo los principios, orden y métodos del Derecho indiano. Establece un Tribunal Eventual de Segunda Suplicación e 
Injusticia Notoria, designados para cada caso por el gobernador entre los abogados de la matrícula. Un Tribunal de Apelaciones y Jueces de primera instancia tienen a su cargo el trámite ordinario de las causas; son letrados, como corresponde a una provincia con Universidad; duran “el tiempo de sus buenas conductas”, pero cada cuatro años están sujetos a Juicio de residencia.
La Sección VIII se refiere a la Justicia criminal, que abarca temas muy dispares, como lo que tiene que ver con las diferencia entre dos o más provincias o entre la provincia y los ciudadanos de otra, o con estados o ciudadanos extranjeros. 
En esta misma Sección hay una declaración de derechos con un texto referido a las “acciones privadas de los hombres que de ningún modo ofenden el orden público, ni perjudican a terceros están reservadas a Dios y excepta dela autoridad de los magistrados” (art. 2º Cap. XXIII). En otra disposición expresa: "Ningún habitante del Estado estará obligado a hacer lo que no manda la ley clara y expresamente, ni privado de lo que ella del mismo modo no prohíbe" (art. 3º Cap. XXIII), que, seguramente, fueron tomados de los artículos CXII y CXIII de la frustrada Constitución Nacional de 1819. 
Una mención especial requiere la consagración de la libertad de imprenta en los artículo 6 y 7º: "La libertad de publicar sus ideas por la prensa(...)" es un derecho y "con este objeto deberá el Cabildo de esta Ciudad disponer de sus fondos, se costee la compra y establecimiento de una imprenta pública". Esto se estableció porque Córdoba había perdido su imprenta con la expulsión de los jesuitas en 1767 y por la consiguiente orden del Virrey Juan José de Vértiz y Salcedo que la hizo trasladar a Buenos Aires en 1780. 
El gobernador Bustos le encargará a Elías Estanislao Bedoya que compre una en Buenos Aires lo que consiguió en 1823 y la fue instalada en el Colegio Monserrat, donde era rector José María Bedoya. Con ese motivo Bustos dicta el decreto del 15 de noviembre de ese año sobre libertad de imprenta y el 21 de diciembre aparece el primer número de “El investigador”, primer periódico de Córdoba, dirigido por el montevideano Fray Hipólito Soler y el canónigo cordobés Estanislao Learte, rector de la Universidad, al que lo sucederán, el 30 de ese mes, “El Montonero”, de Juan Antonio Saráchaga, “El Filantrópico”, de Francisco Ignacio Bustos, para citar solo a los primeros.
Luego, en esta misma Sección, explicita la elección de los cabildos, las competencias y atribuciones de los ayuntamientos, del Ministerio de Hacienda, del juzgado de comercio, de las milicias nacionales, de las milicias cívicas y termina con un capítulo donde declara que las autoridades tienen por obligación fomentar el interés por la literatura las ciencias, la agricultura, los principios de humanidad y benevolencia, caridad, industria, honestidad, etcétera.
Los capítulos XXIV y XXV, que se refieren a “La Elección de los Cabildos” y a sus atribuciones, pero dichas instituciones fueron suprimidas en la reforma aprobada el 20 de diciembre de 1824, en consonancia con lo que había ocurrido en Buenos Aires donde se suprimieron los cabildos que venían de la época en que eramos parte de España y eran regulados por las leyes de indias. Un último capítulo está destinado al tratamiento que merecen los Poderes del Estado, al Legislativo se lo debe tratar de Vuestra Honorabilidad y al Ejecutivo de Excelencia, al igual que a los tribunales de justicia.

### Estatuyentes
Este Reglamento Provisorio fue aprobado, entre otros, por:
| Presidente: Francisco Bedoya |                                                                                 |
| Vicepresidente: José Marcelino Tissera |                                                                                 |
| Representantes: \| José Lascano José Francisco Gigena Juan José Espinosa José Roque Savid José Vélez \| José Felipe Arias Francisco Ignacio Bustos Lorenzo Recalde y Cano Domingo Malde \| |                                                                                 |
| Secretario: Andrés de Oliva |                                                                                 |
| José Lascano José Francisco Gigena Juan José Espinosa José Roque Savid José Vélez | José Felipe Arias Francisco Ignacio Bustos Lorenzo Recalde y Cano Domingo Malde |

#### Reformas de 1824, 1825, 1826, 1832 y 1844
En 1825, la disputa política generada con motivo de la reelección del gobernador Bustos afectó severamente la representatividad y estabilidad institucional del cuerpo. El 25 de febrero de 1825 finalizaba el mandato constitucional del gobernador y sus partidarios lo propusieron para la reelección. Pero los integrantes del Congreso provincial de Representantes, mediante una maniobra, impusieron en el cargo a un político moderado de tendencia unitaria, José Julián Martínez. Esto despertó la ira de los partidarios de Bustos que, con el apoyo de los comandantes de campaña -jefes de las milicias rurales- disolvieron el Congreso y eligieron nuevos representantes. Bajo una nueva conformación, el órgano legislativo lo consagró nuevamente gobernador el 30 de marzo de 1825. 
Estos acontecimientos, derivaron en sucesivas reformas al Reglamento Provisorio de 1821, a saber:
- El 18 de agosto de 1824, se suprimió la renta de los legisladores.
- El 30 de diciembre de 1824, se eliminaron los cabildos de la provincia.
- El 8 de abril de 1825, se modificó el tratamiento de los congresales en los documentos oficiales.
- El 31 de mayo de 1825, se establecen las atribuciones del fiel ejecutor y el alguacil mayor tras la supresión de los cabildos.
- El 15 de enero de 1826, se modifica la representación, la cual queda establecida en un diputado cada 6.000 habitantes.
- El 19 de abril de 1826, se establece la minoría de edad para el ejercicio del voto.
- El 12 de agosto de 1826, se cambió el juramento del gobernador, entre otras modificaciones.
- El 14 de agosto de 1826, se creó el Tribunal Mayor de Justicia.
- El 28 de octubre de 1826, se modifica el tratamiento de sus integrantes en documentos oficiales.
- El 18 de mayo de 1832, se establece la atribución de la Asamblea para designar un gobernador interino cuando el titular no pueda ejercer.
- El 8 de junio de 1832, se anulan las reformas del 12 de agosto de 1826.
- El 27 de junio de 1844, se extiende por tres años más el mandato del Gobernador de Córdoba Manuel López.

## Código Constitucional Provisorio de 1847
El 1 de febrero de 1847, se sancionó el Código Constitucional Provisorio, que otorgó facultades extraordinarias al gobernador López y extendió su mandato a seis años con reelección indefinida. Al inicio y al final del mismo, aparecía la fórmula "¡Viva la Confederación Argentina! ¡Mueran los salvajes unitarios!". Fue firmado por:
| Presidente: Calixto María González | |
| Vicepresidente: Juan Ramón Torres | |
| Representantes: \| Inocencio Castro Félix de la Peña Eusebio Cazaravilla Francisco Malarín Miguel Aparicio Rodríguez Lucas Funes Nicolás Peñaloza \| Carlos Tagle Casimiro Martínez José María de Allende Benito de Otero Lorenzo Villegas Severo González E. Ramírez de Arellano \| | |
| Inocencio Castro Félix de la Peña Eusebio Cazaravilla Francisco Malarín Miguel Aparicio Rodríguez Lucas Funes Nicolás Peñaloza | Carlos Tagle Casimiro Martínez José María de Allende Benito de Otero Lorenzo Villegas Severo González E. Ramírez de Arellano |

### Reformas de 1848, 1849, 1852 y 1853
López, con facultades extraordinarias, modificó el Código en cuatro oportunidades: el 28 de julio y el 19 de diciembre de 1848 y el 15 de enero y el 7 de agosto de 1849. 
Tras su derrocamiento acaecido el 27 de abril de 1852, el 7 de agosto, se restableció el período gubernamental de tres años sin reelección. El 24 de febrero de 1853, se redujo el mandato de los representantes.

## La Constitución liberal de 1855
El 25 de mayo de 1853 se sanciona la Constitución Nacional de la Confederación Argentina fijando el status jurídico e institucional de las provincias que la componen, y estableciéndose la Garantía federal como límite al poder constituyente local. Así, todas las atribuciones que pertenecen o van a pertenecer al gobierno federal y que no están previamente definidas en la Constitución Nacional corresponderían a las provincias siempre y cuando se encontraren bajo la supremacía de la Constitución Nacional.
Entre los límites explícitos a los gobiernos provinciales se estableció: la prohibición de recibir o acreditar agentes diplomáticos en el extranjero, armar ejércitos y declarar la guerra; la prohibición de dictar leyes sobre naturalización, comercio y navegación; acuñar moneda y establecer aduanas, derechos de tonelaje y bancos -sin autorización del Congreso nacional-; la prohibición de dictar leyes políticas y codificadas y la celebración de tratados políticos parciales con otras provincias.
En cuanto a la cláusula de Garantía federal, el Artículo 5º de la Constitución Argentina de 1853 prescribía:

"Cada provincia confederada dictará para sí una Constitución bajo el sistema representativo republicano, de acuerdo con los principios declaraciones y garantías de la Constitución Nacional, y que asegure su administración de justicia, su régimen municipal y la educación primaria gratuita.

Las constituciones provinciales serán revisadas por el Congreso antes de su promulgación.

Bajo estas condiciones el gobierno federal garante a cada provincia el goce y ejercicio de sus instituciones".

Consecuentemente, el Art. 64.º Inciso 28 daba al Congreso la facultad de "examinar las constituciones provinciales y reprobarlas, sino estuviesen conformes con los principios y disposiciones de esta Constitución". Y el Artículo 103.º disponía: "cada provincia se dicta su propia Constitución, y antes de ponerla en ejercicio, la remite al Congreso para su examen". En tal sentido, se fijó un plazo de ocho meses a partir del 1° de diciembre de 1854 para que las provincias dictaran sus constituciones.
De esa forma, durante el gobierno de Roque Ferreyra, el 16 de agosto de 1855, se sancionó la primera Constitución de la provincia, la cual constaba de 81 artículos y tomó como modelo el proyecto constitucional de Mendoza que redactó Juan Bautista Alberdi. Con algunas modificaciones sugeridas por el Gobierno Nacional, fue jurada el 30 de noviembre de 1855.
La carta magna provincial ratificó para el autogobierno de los cordobeses el principio de gobierno representativo y republicano, "proclamado por la Revolución Americana y consagrado por la Constitución general de 1853" (Art. 4º). Estableció, los principios de Soberanía popular, Separación de poderes (prescriptos en el Art. 13º) y Periodicidad de los mandatos -el Gobernador de Córdoba duraría tres años en sus funciones y no podría ser reelecto sino con el intervalo de un período (Art. 42.º)-; distinguiéndose a su vez, entre "gobernador propietario" o "en propiedad" -persona que ocupa el puesto de Gobernador permanentemente por el término del mandato-, "interino" y "delegado".
El Poder Judicial, ejercido por la Cámara de Justicia, sería independiente de los otros dos poderes. La Constitución consagró los principios de Presunción de inocencia (Art.67.º) y Legalidad (Art. 71.º).
Actuaron en la confección de la constitución:
| Presidente: Fernando S. de Zavalía | | |
| Secretario: Benjamín de Igarzábal | | |
| Diputados: \| Lucrecio Vázquez Francisco de Paula Moreno Luis Rueda Bernardino Acosta Vicente de la Peña Clemente J. Villada Manuel de la Lastra \| Rafael García Cornelio Moyano Félix de la Peña Manuel Antonio Carranza Martín Ferreyra Gerónimo Yofre Donaciano del Campillo \| Apolinario Rivas Wenceslao Funes Pedro Clara Juan Ramón Torres Calixto de la Torre José Saturnino de Allende Pedro Ávila \| | | |
| Lucrecio Vázquez Francisco de Paula Moreno Luis Rueda Bernardino Acosta Vicente de la Peña Clemente J. Villada Manuel de la Lastra | Rafael García Cornelio Moyano Félix de la Peña Manuel Antonio Carranza Martín Ferreyra Gerónimo Yofre Donaciano del Campillo | Apolinario Rivas Wenceslao Funes Pedro Clara Juan Ramón Torres Calixto de la Torre José Saturnino de Allende Pedro Ávila |

## La Constitución de 1870
Siendo Gobernador de Córdoba Félix de la Peña, se declaró necesaria la reforma de la carta magna provincial. La convención constituyente se reunió el 24 de octubre de 1869 y, luego de treinta y nueve sesiones, se aprobó la nueva constitución el 17 de septiembre de 1870. 
Desde ese momento, la estructura jurídico-institucional de la provincia adquirió un basamento más consolidado y rasgos propios definidos. Constaba de ciento ochenta y ocho artículos y declaró la existencia de Córdoba como integrante de la Nación Argentina. En materia de derechos y garantías, se instituyó la limitación de la pena capital -solo aplicable por jueces letrados-, se declaró ilícito el enfrentamiento en duelo y se consagraron principios en materia criminal como el Non bis in idem, el derecho de defensa, el debido proceso penal, el principio de presunción de inocencia y el procedimiento de habeas corpus.
En materia de orden institucional, determinó la capital provincial y estatuyó la subordinación constitucional de la autoridad militar a la civil. Mantuvo el gobierno tripartito e instituyó la legislatura bicameral. El Poder Ejecutivo seguirá siendo unipersonal y de elección indirecta, pero se instituye el cargo de Vicegobernador de Córdoba -como garantía de estabilidad política-, el procedimiento de juicio político y un procedimiento de acefalia.
Se reformó el sistema municipal, ampliando las facultades de los municipios pero sin modificar las estructuras vigentes. En 1857, el Municipio era concebido como un cuerpo colegiado formado por quince miembros y un presidente, con tareas ejecutivas y deliberativas a la vez. Ahora, se creaba el Consejo Comunal Ejecutor y el Consejo Deliberativo. 
Fue promulgada el 27 de septiembre de 1870, y firmada por:
| Presidente: Félix M. Olmedo |                                                                               |                                                                                      |
| Secretarios: Calixto de la Torre y Miguel M. Nogués |                                                                               |                                                                                      |
| Diputados: \| Juan Antonio Álvarez Alejo Carmen Guzmán Saturnino María Laspiur Luis A. Méndez Manuel Román \| Jerónimo Cortés Rafael García Heraclio Román Antonio del Viso Fenelón Zuviría \| Francisco Bravo Epitacio Cardozo Clodomiro Oliva Genaro Pérez Donaciano del Campillo \| |                                                                               |                                                                                      |
| Juan Antonio Álvarez Alejo Carmen Guzmán Saturnino María Laspiur Luis A. Méndez Manuel Román | Jerónimo Cortés Rafael García Heraclio Román Antonio del Viso Fenelón Zuviría | Francisco Bravo Epitacio Cardozo Clodomiro Oliva Genaro Pérez Donaciano del Campillo |

### Reforma de 1883
El 21 de julio de 1882, vencido el plazo de diez años que impedía la modificación de la constitución provincial, se declaró necesaria la reforma de la misma. En septiembre se llevaron a cabo las elecciones de constituyentes, los cuales se reunieron al mes siguiente. Al cabo de 17 sesiones, el 11 de enero de 1883 se remitió el texto con las reformas al gobernador Miguel Juárez Celman quien las promulgó el 3 de febrero. Los convencionales fueron:
| Presidente: Fernando Félix de Allende                                                    |
| Convencionales                                                                           |
| Eleodoro Fierro y Lorenzo Amadón por el departamento San Alberto                         |
| Pedro N. Garzón y Felipe Allende por el departamento Río Segundo                         |
| Cipriano Soria y Cleto del Campillo por el departamento Río Seco                         |
| Julio B. Rodríguez y Marcos N. Juárez por el departamento Unión                          |
| Carlos S. Tagle y Angel Ferreyra Cortés por el departamento San Justo                    |
| José M. Olmedo y Francisco J. Figueroa por el departamento Tulumba                       |
| Alejandro Vieyra, Rufino Maldonado y Domingo Castellano por el departamento Cruz del Eje |
| Filemón Posse y Gregorio Gavier por el departamento Totoral                              |
| Dermidio A. de Olmos y José A. Orgaz por el departamento Tercero Abajo                   |
| Laureano Pizarro y Amerio Piñero por el departamento Pocho                               |
| Francisco Caballero y José C. Figueroa por el departamento Minas                         |
| Estanislao Ferreyra, Olímpides E. Pereyra y Arsenio Leyba por el departamento San Javier |
| Ángel Sosa y Telasco Castellanos por el departamento Punilla                             |
| Guillermo A. Moyano y Ramón T. Figueroa por el departamento Sobremonte                   |
| Carlos Carreras y Guillermo Achával por el departamento Calamuchita                      |
| Eduardo Racedo y Wenceslao Tejerina por el departamento Río Cuarto                       |
| Felipe Yofre y José I. del Prado por el departamento Tercero Arriba                      |
| Pablo Lascano (h), Juan Martín Allende y Zacarías Gil por el departamento Río Primero    |

### Reforma de 1900
En 1895, el censo nacional determinó menester el ajuste de la Cámara de Diputados a los más de 350.000 habitantes de la provincia. La necesidad de modificar la constitución fue declarada en mayo de 1899 por el gobernador Donaciano del Campillo. 
El 4 de mayo de 1900 se sancionaron las reformas a los artículos 44, 51, 151 y 167. La convención constituyente estuvo integrada por:
| Presidente: José Vicente de Olmos | | | |                                                                                                 |
| Diputados: \| Juan José Pitt Gerónimo P. del Barco Q. Tizeira L. M. Allende Manuel C. Bustamante Gonzalo Figueroa Rodolfo Ordóñez \| Rafael García Montaño José E. Ahumada Aníbal Pérez del Viso Mardoqueo Molina Rafael Moyano P. N. Garzón Miguel S. Amuchástegui \| José I. del Prado Manuel Río Pablo S. Argañaráz Emilio Díaz C. Moyano Gacitúa Justino César Lucrecio Román \| Félix de Sarria R. Ferrer N. Moyano Pablo Cabrera Vicente Agüero Benjamín Domínguez José A. Ortíz y Herrera \| A. G. Posse Julio Deheza A. Bouquet José Echenique Ramón S. Vivanco Julio Rodríguez de la Torre \| | | | |                                                                                                 |
| Secretarios: J. S. Figueroa y Enrique Mota | | | |                                                                                                 |
| Juan José Pitt Gerónimo P. del Barco Q. Tizeira L. M. Allende Manuel C. Bustamante Gonzalo Figueroa Rodolfo Ordóñez | Rafael García Montaño José E. Ahumada Aníbal Pérez del Viso Mardoqueo Molina Rafael Moyano P. N. Garzón Miguel S. Amuchástegui | José I. del Prado Manuel Río Pablo S. Argañaráz Emilio Díaz C. Moyano Gacitúa Justino César Lucrecio Román | Félix de Sarria R. Ferrer N. Moyano Pablo Cabrera Vicente Agüero Benjamín Domínguez José A. Ortíz y Herrera | A. G. Posse Julio Deheza A. Bouquet José Echenique Ramón S. Vivanco Julio Rodríguez de la Torre |

### Reforma de 1912
Con la aparición de la Ley Sáenz Peña, se efectuaron reformas concernientes al régimen electoral. Además se modificaron aspectos referidos a la equivalencia de penas pecuniarias, ley de jubilaciones, el gabinete ministerial y los procedimientos para futuras reformas. La convención, que sesionó en 15 oportunidades, fue presidida por Ramón J. Cárcano.
| Presidente: Ramón J. Cárcano                                        |
| Vicepresidente 1°: Félix Garzón Maceda                              |
| Vicepresidente 2°: Exequiel Morcillo                                |
| Convencionales: Guillermo Rothe, Rodolfo Ordóñez, Santiago Yrigoyen |

### Reforma de 1923
Tras el censo de 1914, el Gobernador de Córdoba Julio A. Roca (h) consideró necesaria la modificación de los artículos 44.º y 103.º, entre otros, enviando el 5 de mayo de 1922 el proyecto de ley correspondiente. En noviembre se realizaron las elecciones para convencionales, en las que la Unión Cívica Radical no se presentó, posibilitando la representación del socialismo y de fuerzas independientes en la misma.
La Constitución de 1923 estableció que la Cámara de Diputados de la Provincia de Córdoba se compondría de 36 diputados, electos directamente por el pueblo en distrito único, con dos tercios de votos para la mayoría y el tercio restante para las minorías, según el sistema que se determinase por ley, habiéndose establecido el sistema proporcional del cociente. En consecuencia, este sistema combinaba la lista incompleta y aseguraba dos tercios de votos para el que ganaba la elección.
En cuanto al Senado, se prescribió que sus integrantes serían electos en forma directa por el electorado de los departamentos. Los departamentos cuya población no excediera de 60.000 habitantes elegirían un senador a través de un sistema de circunscripción y voto uninominal; los que tuvieran entre 60.000 y 100.000 habitantes elegirían 2 senadores por sistema de lista completa; y los departamentos de más de 100.000 habitantes, 3 senadores por lista incompleta (2 para la mayoría y el restante para la primera minoría). 
Esta reforma, promulgada el 15 de octubre de 1923, transformó las instituciones locales e influyó en procesos análogos en otras provincias. La convención (que sesionó a lo largo de 51 reuniones entre el 17 de enero y el 13 de octubre de 1923). 
Los Convencionales constituyentes fueron:
| Presidente: Rafael Núñez |                                                                                                 |                                                                                           |                                                                          |                                                                                             |
| Vicepresidente: Nicolás Repetto |                                                                                                 |                                                                                           |                                                                          |                                                                                             |
| Constituyentes: \| Benjamín Achával José Cortés Funes Julio Rodríguez de la Torre Pedro J. Frías Ricardo Belisle \| Santiago Beltrán Gonzalo Figueroa Carlos Astrada Ponce Belisario Villegas Gerónimo P. del Barco \| Lucas López Cabanillas Tomás Juárez Celman Pedro Rovelli Horacio Valdéz Alejandro Infante \| Eduardo Deheza Fernando Romagosa Rubén Dussaut Manuel Peña Juan B. Justo \| Manuel Astrada Ángel Fausto Ávalos Lisardo Novillo Saravia Emilio E. Sánchez Edmundo Tolosa \| |                                                                                                 |                                                                                           |                                                                          |                                                                                             |
| Benjamín Achával José Cortés Funes Julio Rodríguez de la Torre Pedro J. Frías Ricardo Belisle | Santiago Beltrán Gonzalo Figueroa Carlos Astrada Ponce Belisario Villegas Gerónimo P. del Barco | Lucas López Cabanillas Tomás Juárez Celman Pedro Rovelli Horacio Valdéz Alejandro Infante | Eduardo Deheza Fernando Romagosa Rubén Dussaut Manuel Peña Juan B. Justo | Manuel Astrada Ángel Fausto Ávalos Lisardo Novillo Saravia Emilio E. Sánchez Edmundo Tolosa |

## La Constitución peronista de 1949
La quinta disposición transitoria de la reforma de la constitución nacional de 1949 habilitaba a las provincias a hacer lo propio con sus cartas magnas en un plazo de tres meses. La convención constituyente en aquella ocasión fue la mismísima legislatura de Córdoba, la cual en 11 sesiones llevó a cabo las reformas, promulgadas por el Gobernador de Córdoba Juan Ignacio San Martín el 9 de junio de 1949. 
Se incorporaron los derechos del trabajador y de la familia, se extendió el mandato del gobernador a seis años y se modificó el régimen municipal. En las localidades del interior, se estableció un mandato de tres años para los intendentes municipales, y en la ciudad de Córdoba, se estableció que el mandatario debía ser designado por el gobernador (con la aprobación del Senado, también durante tres años. La Cámara de Diputados de la Provincia de Córdoba conformaría el Concejo Deliberante de la ciudad capital. 
Los legisladores que intervinieron en esta reforma fueron:
| Presidente: Atilio Antinucci | | | | |
| Secretarios: Luis López Legazpi y Cruz de Jesús Lascano | | | | |
| Constituyentes: \| José Alexenicer Oscar Aliaga Argañaráz Armando Andruet Ricardo Héctor Armeñanzas Erio Alfredo Bonetto Félix Borsani Ángel Bautista Brunetti Santiago Cámara Eugenio Candia \| Leopoldo Julián Caro Héctor Francisco Caruso Enrique Carratalá Adolfo Cividanes Julio Cortés Toro Federico de Uña Raimundo Jorge Fabre Manuel M. Federico Felipe Santiago Antonio Fox \| Julio César Freire Carlos Gallo Abdón García Tomás García Vieyra Aquiles Garralda Félix Krug Pascual Lobo Castellanos Ceferino López Manuel López Carusillo \| José Rosa López Juan Bautista Loza Antonio Martín Iglesias Juan Martínez Casas Manuel Modesto Moreno José Mosquera Ferrando Luis N. Moyano Trebucq Alberto Novillo Saravia Pedro Ochoa Romero \| Héctor María Olmedo Santiago Puebla Julio Salusso José Mauro Saumell Rafael Vidal Juan Villagra Mías Delfino Zemme Joaquín Zuriaga \| | | | | |
| José Alexenicer Oscar Aliaga Argañaráz Armando Andruet Ricardo Héctor Armeñanzas Erio Alfredo Bonetto Félix Borsani Ángel Bautista Brunetti Santiago Cámara Eugenio Candia | Leopoldo Julián Caro Héctor Francisco Caruso Enrique Carratalá Adolfo Cividanes Julio Cortés Toro Federico de Uña Raimundo Jorge Fabre Manuel M. Federico Felipe Santiago Antonio Fox | Julio César Freire Carlos Gallo Abdón García Tomás García Vieyra Aquiles Garralda Félix Krug Pascual Lobo Castellanos Ceferino López Manuel López Carusillo | José Rosa López Juan Bautista Loza Antonio Martín Iglesias Juan Martínez Casas Manuel Modesto Moreno José Mosquera Ferrando Luis N. Moyano Trebucq Alberto Novillo Saravia Pedro Ochoa Romero | Héctor María Olmedo Santiago Puebla Julio Salusso José Mauro Saumell Rafael Vidal Juan Villagra Mías Delfino Zemme Joaquín Zuriaga |

En 1956, el gobierno de la Revolución Libertadora, a través de un decreto-ley del 14 de mayo, procedió a anular esta reforma, argumentando que la convención constituyente no fue elegida a tal fin y que no hubo ley previa declarando la necesidad de la modificación.

## La Constitución de 1987
El gobernador Eduardo Angeloz propuso llevar adelante una actualización de la constitución provincial, eligiéndose los constituyentes el 14 de diciembre de 1986. En la convención la representación mayoritaria correspondió a la Unión Cívica Radical, seguida por el peronismo renovador en alianza con el  Partido Demócrata Cristiano, el Partido Justicialista -la facción liderada por Raúl Bercovich Rodríguez- y los partidos conservadores, totalizando más del 90% del electorado. 
La reforma de 1987 mantuvo el sistema bicameral y amplió el número de legisladores. La Cámara de Diputados de la Provincia de Córdoba aumentó su número de 36 a 66 legisladores electos directamente en distrito único, garantizándose, de esta manera, al partido que obtuviese la mayor cantidad de votos, 36 de dichas bancas. De las 30 bancas restantes, 20 corresponderían a la segunda fuerza, 5 a la tercera, 3 a la cuarta y 2 a la quinta. Estas modificaciones introdujeron un sistema heterodoxo similar a una proporcionalidad cristalizada, ya que se determinaba un número fijo de bancas para el segundo, el tercero, el cuarto, y el quinto partido. Asimismo, existía una barrera legal del 2% (art. 78.º), lo que dificultaba el acceso del cuarto y quinto partido. Cuando no se alcanzaba esto, se distribuían las bancas entre los otros partidos de la minoría. 
En cuanto al Senado, se mantuvo el anterior sistema de elección para los senadores en forma directa por los departamentos, pero sobre la base de nuevos criterios poblacionales: 1 senador para los departamentos que no excedieran los 60.000 habitantes, 2 senadores para los que tuvieran entre 60.000 y 100.000 habitantes, que correspondían al partido ganador; 6 senadores para los que tenían entre 100.000 y 300.000 habitantes, correspondiendo 3 a la mayoría, 2 a la primera minoría y 1 para el tercero; y 8 senadores para los departamentos con una población superior a los 300.000 habitantes, de los cuales se atribuían 4 a la mayoría, 3 al segundo partido y 1 al tercero.
Asimismo, estableció la reelección del Gobernador de Córdoba y modificó el régimen municipal. Fue sancionada el 30 de abril de 1987.

### Reforma de 2001
La principal modificación producida en septiembre de 2001 fue el establecimiento de una legislatura unicameral. Además se modificó la forma de nominación de candidatos a cargos electivos y se suprimieron los privilegios parlamentarios.
La reforma redujo el número de legisladores -que había alcanzado a 133 por los 66 diputados y 67 senadores-, al número actual de 70, correspondientes a la Legislatura de la Provincia de Córdoba. En cuanto al sistema electoral vigente, el art. 78.º establece un sistema mixto segmentado en virtud del cual la Legislatura se integra por 26 legisladores elegidos directamente por el pueblo a pluralidad de sufragios y a razón de uno por cada uno de los departamentos -sistema uninominal o por Circunscripción- y por 44 legisladores elegidos directa y proporcionalmente por el pueblo según el Sistema D'Hondt, tomando a la Provincia como distrito único.
Los grandes cambios en el Poder Legislativo cordobés habían sido la finalidad de una consulta popular que los respaldaba, aunque en la convención se discutió la falta de consenso acerca de los métodos para la modificación, lo cual culminó con el retiro de la oposición del recinto. Entonces, prácticamente fue aprobada solo con los votos del oficialismo.

## Preámbulo
"Nos, los representantes del pueblo de la Provincia de Córdoba, reunidos en Convención Constituyente, con la finalidad de exaltar la dignidad de la persona y garantizar el pleno ejercicio de sus derechos; y reafirmar los valores de la libertad, la igualdad y la solidaridad; consolidar el sistema representativo, republicano y democrático; afianzar los derechos de la Provincia en el concierto federal argentino; asegurar la autonomía municipal y el acceso de todas las personas a la justicia, la educación y la cultura; y promover una economía puesta al servicio del hombre y la justicia social; para el definitivo establecimiento de una democracia pluralista y participativa y a la consecución del bien común; invocando la protección de Dios, fuente de toda razón y justicia, sancionamos esta Constitución".